# Książęca Kostka
Książęca Kostka (niem. Fürstenknöckel, 605 m n.p.m.) – szczyt w Karkonoszach, w obrębie Lasockiego Grzbietu.
Jest jednym z najdalej na wschód położonych szczytów Lasockiego Grzbietu. Leży w bocznym ramieniu, odchodzącym ku północnemu wschodowi od Kopiny, na południe od Miszkowic. Na zachodzie łączy się z Pańską Górą, na wschodzie z Przednią.
Zbudowany ze skał metamorficznych wschodniej osłony granitu karkonoskiego – głównie z gnejsów i amfibolitów.
Masyw Książęcej Kostki jest w całości odsłonięty.